# ジョン・ブラウン (奴隷制度廃止運動家)
ジョン・ブラウン（John Brown、1800年5月9日 - 1859年12月2日）は、米国の奴隷制度廃止運動家。

## 概要
運動の手段としてアメリカでは初めて反乱を唱道し実行した人物として知られる。ブラウンは「19世紀のアメリカ人で最も議論の的になる人物」と言われてきた。1859年にブラウンが奴隷にされていたアフリカ系アメリカ人の解放のためにバージニア州ハーパーズ・フェリーで始めた行動は、その呼びかけに応えた奴隷が一人もいなかったとしても、国中を震撼させた。ブラウンはバージニア州に対する反逆罪で裁判に掛けられ、絞首刑に処せられたが、公判中のブラウンの挙動は多くのアメリカ人の目に英雄のように映った。南部の者達は、ブラウンの反乱が奴隷制度廃止運動という氷山の一角に過ぎず、共和党の願望を代表していると主張したが、共和党員からは強く否定された。1859年のハーパーズ・フェリー襲撃がその年多くのアメリカ南北の緊張関係を強め、アメリカ連合国の離脱と南北戦争に繋がった。
ブラウンはブリーディング（血を流す）・カンザス危機の間に小さな一群の志願者を率いた時に注目を集めた。奴隷制を擁護する党派に対して平和的な抵抗を主唱していた北部の者達とは異なり、ブラウンは南部の攻撃性に対して暴力的な行動を要求した。既成組織の奴隷制度廃止運動によって奨励されていた平和主義には満足せず、「こいつらは口先だけだ。我々に必要なことは行動だ－行動だ！」と言ったと言われている。1856年5月、カンザス州の「自由の土地」と呼ばれたローレンス市への攻撃に反応して、ブラウンはその対決姿勢を重んじる信念により、ポタワトミーの虐殺として知られる事件で、南部の奴隷制度擁護派5人を殺すことになった。ブラウンの最も有名な行動は1859年のバージニア州（現在はウエストバージニア州）ハーパーズ・フェリーにあった連邦政府の武器庫襲撃であった。この襲撃でブラウンは武器庫を占拠し、解放黒人1人を含む7名を殺害し、10名以上に負傷させた。ブラウンは武器庫の武器で奴隷達を武装させるつもりだったが、結局は失敗だった。36時間のうちにブラウンの部下達は逃亡するか、土地の農夫、民兵、およびロバート・E・リーに指揮された海兵隊に殺されるか捕まえられた。それに続く連邦軍によるブラウンの捕縛、バージニア州に対する反逆罪での公判、絞首刑による処刑は、16ヶ月後の南北戦争開戦の重要な原因の一つとなった。
1859年にブラウンが奴隷の反乱に失敗して死刑が執行されたとき、北部の諸州では、教会の鐘が鳴らされ、弔砲が撃たれ、大規模な慰霊の式が行われた。エマーソンやソローのような有名な作家が多くの北部人の前でブラウンのことを誉め称えた。ガリソンは平和主義者であったが、ブラウンは暴力に訴えた。歴史家達はブラウンが開戦のために大きな役割を演じたことでは一致している。ブルース・オールズのような伝記作家はブラウンを狂人と見ているが、ステファン・B・オーツなどは「その時代の最も洞察力のある人間の一人」と見なしている。デイビッド・S・レイノルズは、「奴隷制を殺し、南北戦争を始めさせ、市民権の種をまいた」と喝采し、リチャード・オーウェン・ボイアーはブラウンが「何百万というアメリカ人を自由にするために命を捧げたアメリカ人」と強調した。ケン・チャウダーは「ある時点で偉人」だが、「アメリカのテロリズムの父」だとも言った。
ブラウンの渾名は「オサワトミー・ブラウン」、「オールドマン・ブラウン」、「キャプテン・ブラウン」およびカンザスのオールド・ブラウンであった。ブラウンの仮名はネルソン・ホーキンス、シューベル・モーガン、およびアイザック・スミスであった。後に「ジョン・ブラウンの遺骸（John Brown's Body）」という歌が、南北戦争中の北軍の行進曲になった。

## 生い立ちと初期の経歴
ブラウンは1800年5月9日にコネチカット州トリントンで生まれた。父親オーウェン・ブラウン (1771-1856)と母親ルス・ミルズ (1772-1808)の8人の子供のうち4番目であった。祖父はジョン・ブラウン大尉 (1728-1776)であった。
1805年、ブラウン家はオハイオ州ハドソンに移住し、なめし革工場を始めた。父のオーウェンはオベリン大学（初期の名前はオベリン・カレッジ）を開設当初から支援した。ただし、オーウェンはその学校の「完璧主義者」的傾向、特にチャールズ・フィニーやアサ・マハンの説教や教導で有名になったものには批判的であった。ブラウン家がこの時期長老派教会など新カルヴァン主義の反論に影響を受けていたとする最近の学説は正しくない。ブラウンは1840年代に会衆派教会を脱会したし、他の教会に公式に加わることもなかったが、ブラウンと父のオーウェンは生涯、かなり伝統的また保守的な福音カルヴァン主義者であった。ブラウンの保守的な宗教観はブラウン家に詳しかったクラレンス・ギー牧師の報告書に詳しく記録され、現在はハドソン図書館および歴史協会に保存されている。
ブラウンは子供の時、後に将軍となり大統領にもなったユリシーズ・グラントの父親ジェス・R・グラントと短期間共に生活した。
ブラウンは16歳の時に家を離れ、マサチューセッツ州プレーンフィールドに行って予備校に入った。その直ぐ後で、コネチカット州リッチフィールドの専門学校に転校した。ブラウンは会衆派教会の牧師になりたいと思ったが、金が底を突いたうえに目に炎症を来たし、専門学校を諦めてオハイオに戻ることになった。ハドソンで暫く父親のなめし皮工場を手伝った後、義兄弟と共に町の外で彼自身のなめし皮工場を開いて成功した。
1820年、ブラウンはダイアンズ・ラスクと結婚した。13ヶ月後に最初の子供ジョン・ジュニアが生まれた。1825年、ブラウンは家族を連れてペンシルベニア州リッチモンドに移住し、そこで200エーカー (800,000 m2)の土地を購入した。その8分の1の土地を切り開き、小屋、納屋およびなめし皮工場を建てた。工場は1年で従業員15名を雇うまでに成長した。また、牛の飼育や測量でも金を稼いだ。郵便局や学校を建てる時には支援した。この期間、ブラウンはオハイオ州東部出身の親類セス・トンプソンと共に牛や皮革製品を州を越えた範囲で売り捌く事業を展開した。
1831年、息子の一人が死んだ。ブラウンも病気になって事業がうまく行かなくなり、かなりの借金を背負い込むことになった。1832年の夏、生まれたばかりの息子に続いて、妻のダイアンズが死んだ。1833年6月14日、ブラウンはペンシルベニア州ミードビル出身で16歳のメアリー・アン・デイ (1817-1884)と結婚した。前の妻との間には7人の子供が生まれていたが、これに加えて13人の子供が生まれた。
1836年、ブラウンは家族と共にオハイオ州フランクリンミルズ（現在のケント）に移住した。そこで金を借りて土地を買い、ゼナス・ケントとの共同でカヤホガ川添いになめし皮工場を建てて経営した。1839年、経済危機の中でブラウンはまた大きな損失を生じさせた。この経済危機は1837年の恐慌よりも西部の諸州には厳しい打撃を与えた。オハイオ州中で重い借金を抱え込む傾向となり、ブラウンの様な多くの実業家が信用貸しや州の基金を当てにし過ぎて、その返済に窮することになった。財産の損失に関するエピソードで、ブラウンは自分が持っていた土地の新しい所有者の抗議にも拘わらず明け渡そうとしなかったので、収監されたという。その時代と背景にあった多くの意志ある者達と同様に、ブラウンは借金を返済するために多くの事業に手を染めた。なめし皮や牛の商売以外にも、馬や羊の飼育を試みたが、このことはブラウンが世に出る前の職業の中でも顕著な側面となった。

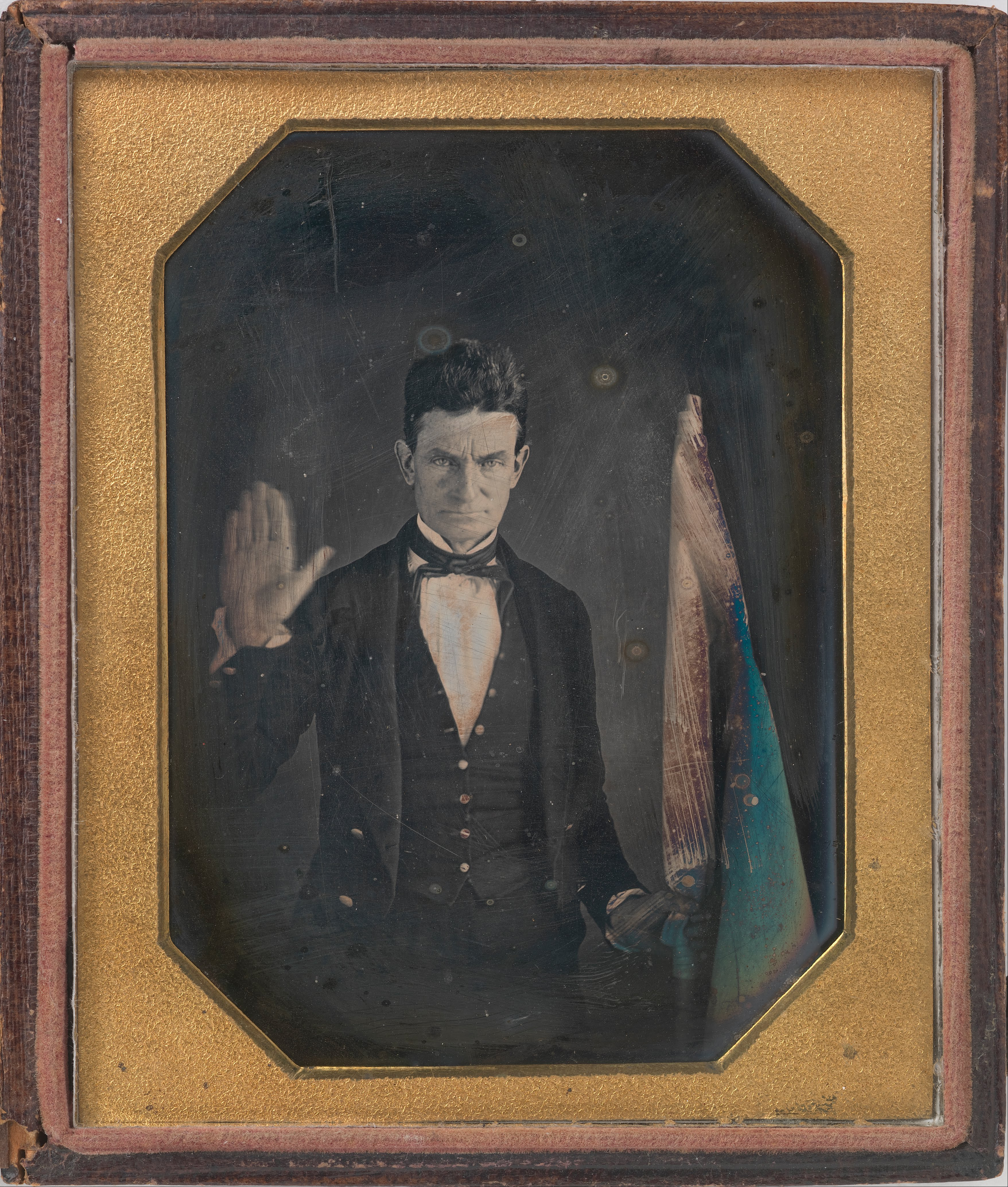
ジョン･ブラウンの最初の写真 1846年頃

1837年、イライジャ・P・ラブジョイの殺人が起きたときに、ブラウンは大衆の前で「ここに、神の御前で、これらの証人の前で、これから、私はこの人生を奴隷制度の破壊のために捧げる！」と誓った。ブラウンは1842年9月28日に連邦裁判所により破産を宣告された。1843年、子供達のうち4人が赤痢で死んだ。ルイズ・デカロ・ジュニアが2007年のブラウンの伝記に示しているように、1840年代中頃から、ブラウンは質の良い羊と羊毛の専門家としての評判が立ち、富裕なアクロナイト・サイモン・パーキンス・ジュニアとの共同経営を始め、その牧場と農場をブラウンと息子達で経営した。ブラウンと地域の養羊家との交際が深まるにつれて、農業雑誌でもブラウンの専門性がしばしば取り上げられるようになった。ブラウンは羊と羊毛に関連してその行動範囲が拡がっていった（このときに他の熱心な反奴隷制度運動家との接触があった）。1846年、ブラウンとパーキンスはマサチューセッツ州スプリングフィールドで羊毛の取次業を始め、ニューイングランドの毛糸製造者が利益を独占していたのに対抗し羊毛生産者の利益を代表しようとした。ブラウンは初め、素朴に製造者を信用したが、直ぐに製造者達が価格設定を支配しようとしており、農夫の力が上がってくることを恐れていると気付いた。事態をさらに悪くしたのは、養羊家達の大半が組織されておらず、市場に出す羊毛の量や質を進んで改善しようとはしていなかったことである。「オハイオ耕作者」に見られるように、ブラウン達羊毛生産者はこの問題を合衆国の輸出用羊毛を損なう事として既に不平を言うようになっていた。ブラウンはヨーロッパに本拠を置く製造者と提携することによりニューイングランドの毛糸製造者に打ち勝とうと最後の試みをしたが、ヨーロッパの製造者も単にアメリカの羊毛を安く買いたいだけだと知って失望してしまった。ブラウンは高値で売るためにヨーロッパに旅した。この出張は大失敗に終わり、4万ドルの損失を生じさせ、結局パーキンスが負担することになった。
パーキンスとブラウンの仲買業は1849年に終った。そのあとで訴訟問題が持ち上がり共同経営者を数年間拘束することになった。ただし、ブラウンの人生や決断についてこの事業の不幸な崩壊を大げさに言い立てる者もいる。パーキンスが損失の大半を受け持ち、この共同経営はあと数年続くことになったが、ブラウンが1854年までになんとか収支があうようにした。共同経営を解散したあとも二人の友情は続いた。ブラウンは農場経営と羊を飼育することでは大きな天分と判断力があったが、事業の管理者ではなかった。パーキンスとブラウンが共に過ごした年月は、ブラウンの広く好まれる専門家としての一面を見させただけでなく、カンザスでのゲリラ活動の前の10年間、オハイオ、ペンシルベニアおよびウエストバージニアの経済的に脆弱な農夫のためにブラウンを駆り立てて戦わせることになった弱者に対する熱意を反映することになった。

## カンザスでの行動
1855年、ニューヨーク州ノース・エルバ（レークプラシッド近く）に家族で再移住してから間もなく、カンザス準州にいる成人した息子達から知らせが入り、そこの奴隷制度擁護派の者達が好戦的であり、息子達の家族が完全に備えのないまま攻撃される危機にあるとのことだった。ブラウンは家族を守り奴隷制度擁護派の支持者の進出に対抗することに決め、カンザスへ旅立った。途中で義理の息子を仲間に入れ、幾つかの町に立ち寄っては資金や武器を集めた。ニューヨークの「トリビューン」誌が報告しているように、ブラウンは1855年にニューヨーク州オールバニで開催された反奴隷制度会議に参加するために、この途次で立ち寄った。自由州側のために暴力的な行動の支持について会議の場で起きた議論にも拘わらず、数人がブラウンに財政的な援助を申し出た。しかし、西に向かうに連れて、故郷のオハイオでは好戦的な支持を得、強い反奴隷制度派である西部保留地では後援を受けた。

### ポタワトミー
ブラウンと自由州の開拓者達は、カンザスを自由州の仲間に組み込むことについて楽観していた。しかし、1855年遅くから1856年早くにかけて、カンザスを奴隷州にするために奴隷制度擁護派の者が進んで法を犯すことも辞さないでいることが分かってきた。ブラウンはテロリズム、不正行為さらには破壊的な攻撃が、当時「ボーダー・ラフィアンズ」と呼ばれていた奴隷制度擁護派の明確な日程に入ることになると信じた。1856年の雪が溶けた後で、奴隷制度擁護派はカンザスを自分達の側に付かせるための活動を始めた。ブラウンは1856年5月21日に保安官に率いられた一団が新聞局とホテルを破壊した「ローレンスの破壊」で特に心を揺り動かされた。一人の男が殺されたが、それはボーダー・ラフィアンズの者だった。5月22日に合衆国議会で起こった反奴隷制派の上院議員チャールズ・サムナーに対するプレストン・ブルックスの鞭打ち事件もブラウンの怒りを掻き立てた。これらの暴力行為の後に奴隷制度擁護派の新聞で賞賛の声が続いた。「無資格の主権者」のB・F・ストリングフェローのような記者は、奴隷制度擁護派が「北部の侵略を撥ね返し、カンザスを奴隷州にすることに決めた。我々の川は犠牲者の血で覆われ、奴隷制度廃止論者の死骸が領土内に溢れて病気の元になるだろうが、我々の目的を阻止させはしない」と宣言した。ブラウンは、奴隷制度擁護派の暴力にも怒りを覚えたが、反奴隷制度派や自由州の開拓者の弱く臆病な反応を見たことによっても怒りを感じ、「臆病者、あるいはそれ以上だ」と表現した。
伝記作者のルイズ・デカロ・ジュニアは、ブラウンの最愛の父親オーウェンが1856年5月8日に死に、ジョン・ブラウンとその家族がほとんど同時に父の死の知らせを受け取ったことを示す書簡があることを指摘している。ブラウンがその息子達や近くにいる自由州の開拓者達の快適な生活のために抱いた真の関心は、特にローレンスの破壊以後、奴隷制度擁護派の全面的な暴力活動を示す予兆が送られているように思えたことだった。ブラウンは近くに宿営している「ラフィアンズ」を調査し、ブラウンの家族が攻撃の標的にされていることを知り、さらにそのラフィアンズと結託し支援している奴隷制度擁護派の隣人に関する信頼に足る情報も掴んだ。奴隷制度擁護派の男達は必ずしも奴隷を所有していないが、ドイル家の者（犠牲者のうちの3人）の場合はカンザスに入植する前に奴隷狩りを行っていた。サーモン・ブラウンによれば、ドイル家の者達が拘束された時、マハラ・ドイルはその夫の「いたずら」がこの玄関先での攻撃をもたらしたことを認めた。これはブラウンの攻撃が現実の自分達の生き残りのために行われたことを意味している。
ブラウンは通常、ローレンスやサムナーの件で報復をしようとし、自由州の者達が暴力的な仕返しもできるのだということを示して奴隷制度擁護派を脅そうとしたと考えられている。奴隷制度擁護派のテロリスト達が自由州の者達をどの程度襲おうとしていたかについてははっきりと意見が分かれている。ジョン・ブラウンとその息子達、オリバー、オーウェン、サーモン、フレデリック、および義理の息子のヘンリー・トンプソン、さらに2人の自由州の開拓者達は、危険が迫っているという判断を下した。彼らがこのリスクに対抗するためにカンザスに行ったという者もいるが、ブラウン家の者達は開拓者として入ったのであり、勿論テロリストの脅威に対するような武装はしていなかった。ジョン・ブラウンは好戦的な態度でカンザスに入ったが、1855年に書いた手紙では、当初は自由州側が住民投票で勝てると楽観していたことを示唆している。ブラウンの「銃には銃で戦う」ことと「奴隷制度擁護派の心に恐怖を与える」という決断は、奴隷制度擁護派のテロリズムという現実によってのみ固められた。ブラウンの家族の安全を守るという考えは最優先であった。ブラウンの行動は他の自由州の男達がブラウンとは共に行動しない、殺人行動に加担しないと選択したことで、急かされることになった。ブラウンの好戦的ではない息子達、ジョン・ジュニアとジェイソンは父や兄弟の刀を研いだが、家に残る選択をした。

#### ポタワトミーの殺人
1856年5月24日午後10時以降のある時点で、ジョン・ブラウン達は奴隷制度擁護派の開拓者5名（ジェイムズ・ドイル、ウィリアム・ドイル、ドゥルーリー・ドイル、アレン・ウィルキンソン、およびウィリアム・シャーマン）をポタワトミー・クリーク側の小屋から連れ出し、幅広の刀で叩き切った。ブラウンは後に殺人には加わらなかったと主張したが、なんと言おうと殺人は認めた。ブラウンの息子達も攻撃の時にいなかったが、ポタワトミーの他の奴隷制度擁護派の者達に殴られた。

### パルミラとオサワトミー
ヘンリー・ペイトに率いられたミズーリ州の部隊がジョン・ジュニアとジェイソンを捕まえ、ブラウン家の家屋を破壊し、後にはローレンスの町の破壊に参加した。6月2日、ジョン・ブラウン、その追随者9人および20名の土地の者達が、ペイトの部隊による攻撃からパルミラの自由州開拓地をうまく守った。ペイトとその部隊22名が捕虜になった。この捕獲後にブラウンの宿営地に連れて行かれ、ブラウンが見付けた食料を受け取った。ブラウンはペイトとその部隊を解放する替わりに、ブラウンの2人の息子を解放することを約束させる協定書にペイトを強いて署名させた。ブラウンはエドウィン・サムナー大佐の元にペイトを解放したが、ブラウンの息子達の解放が9月まで引き延ばされたことを知って怒った。
8月、ジョン・W・リード少将指揮下のミズーリ州部隊300名以上がカンザスに入ってきてオサワトミーに向かい、自由州開拓地の破壊を目論み、続いてトピカとローレンスに行軍した。
1856年8月30日の朝、ミズーリ州部隊は、ポタワトミーの郊外でブラウンの息子フレデリックと隣人のデイビッド・ガリソンを銃で殺害した。ブラウンは数の上で7対1と劣勢であったが、その配下の38名を道路沿いの自然の要害の陰に隠れさせた。そこからの攻撃で少なくともリードの部隊員20名を殺害し、40名に傷を負わせた。リードは部隊を再編し、馬を降りて森の中に入るように命じた。ブラウンの部隊は分散してメルダジーン川を越えて逃亡した。撤退中に1人が殺され、4人が捕まった。ブラウンと残った者達が近くの森に隠れている間に、ミズーリ州部隊はオサワトミーを略奪し燃やした。ブラウンは敗れはしたものの、圧倒的な敵に対してその勇敢さと戦闘における抜け目のなさが国民の注目を集め、北部の奴隷制度廃止論者にとっての英雄となり、「オサワトミーのブラウン」という渾名も付けられた。
9月7日、ブラウンはローレンスに入り、自由州の指導者と会って、これから攻撃される可能性に対して防御を固める手伝いをした。少なくとも2,700名のミズーリ州奴隷制度擁護派が再びカンザスに侵入した。9月14日、ローレンス近くで小競り合いがあった。ブラウンは戦闘の備えをしていたが、新しいカンザスの知事ジョン・W・ギアリーが戦闘部隊に武器を置いて解散するよう命じ、さらに両軍の戦士達に寛大な処置を提案したので、重大な暴力沙汰は避けられた。ブラウンは、この脆い停戦状態を利用して、3人の息子と共にカンザスを離れ北部の支持者の元に行って資金を集めることにした。

## その後の展開

### 部隊の招集

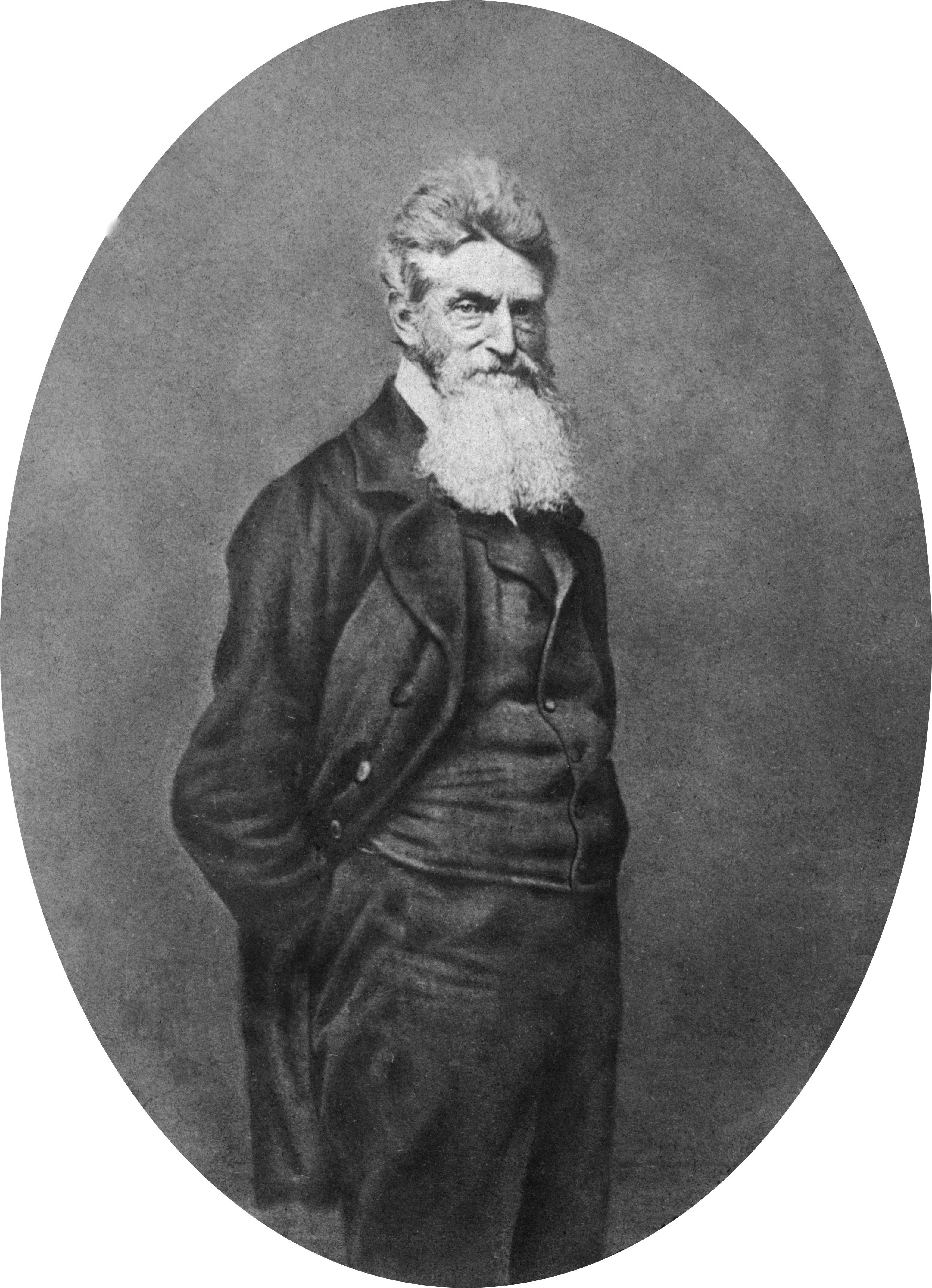
1859年のジョン･ブラウン

1856年11月までにブラウンは資金を募るために東部に戻った。次の2年間、ニューイングランド中を旅して資金を集めた。著名なボストンの商人エイモス・アダムズ・ローレンスは大量の資本を投じた。1857年1月、マサチューセッツ州カンザス委員会の秘書官フランクリン・サンボーンはブラウンをボストン地区の影響力有る奴隷制度廃止論者に会わせた。この中には、ウィリアム・ロイド・ガリソン、トマス・ウェントワース・ヒギンソン、セオドア・パーカー、ジョージ・ルーサー・スターンズ、およびサミュエル・グリドリー・ハウがいた。6人の富裕な奴隷制度廃止論者、サンボーン、ヒギンソン、パーカー、スターンズ、ハウおよびゲリット・スミスがブラウンの奴隷制度廃止運動に対して財政的援助を行うことで合意した。6人は結果的にハーパーズ・フェリー襲撃の財政的援助をしたことになり、「秘密の6人」あるいは「6人委員会」と言われるようになった。ブラウンは、「質問無しで」6人からの援助を求めたので、どのくらい秘密の6人がブラウンの計画を知っていたかは明らかでない。
1858年1月7日、マサチューセッツ州委員会はアイオワ州ターボルに保管されているシャープス銃200挺と弾薬を差し出した。3月、ブラウンはコネチカット州コリンズビルのチャールズ・ブレアと1,000本の槍を契約した。
翌月、ブラウンはウースター、スプリングフィールド、ニューヘイブン、シラキュースおよびボストンを回って資金を集めた。ブラウンは多くの約束を貰ったが現金は少なかった。3月にニューヨーク滞在中、ヒュー・フォーブスに紹介された。イギリスの傭兵、フォーブスは1848年のイタリアでジュゼッペ・ガリバルディと戦った時に戦闘の戦術を体得していた。ブラウンはフォーブスを雇い、部隊の訓練をし、戦術書を書かせた。二人はその夏ターボルで落ち合う約束をした。
ネルソン・ホーキンスという仮名を用いながら、ブラウンは北東部を旅し、続いて家族のいるハドソンに行った。8月7日にはターボルに到着した。フォーブスは2日後に到着した。それから数週間、二人は南部の奴隷制と戦うための「良く練られた計画」を作った。二人は多くの細かな点で口論した。11月、その「軍隊」がカンザスに向かった。フォーブスはその給与を受け取れずブラウンとの確執が続いていたので、カンザスで冒険をする替わりに東部に戻った。フォーブスは間もなく計画を政府に暴くと言って脅してきた。
10月の選挙は自由州が勝利する見込だったので、カンザスは静かであった。ブラウンは部隊をアイオワに戻らせ、バージニアでの計画の断片を伝えた。1858年1月、ブラウンは部隊をアイオワ州スプリングデールに残し、ニューヨーク州ロチェスターにいるフレデリック・ダグラスに会いに行った。そこでダグラスと自分の計画について議論し、フォーブスの批判について再考した。ブラウンはその侵略する地域に立てる新しい州政府を作るための暫定憲法を書いた。次にピーターボロとボストンに行って秘密の6人と事態を話し合った。6人にあてたブラウンの手紙の中で、兵を集めると共に武器を持って南部に行き、「カンザスの仕事」を行うという計画を示していた。
ブラウンと息子のオーウェンを含む12名の追随者はオンタリオ州チャタムに行き、そこで5月8日に憲法会議を招集した。会議はマーティン・デラニー博士の協力で行われた。チャタムの住人6,000人のうち3分の1は逃亡奴隷であった。会議では34名の黒人と12名の白人を集め、ブラウンの暫定憲法を採択した。デラニーによれば、会議の間ブラウンはカナダではなくカンザスを地下鉄道の目的地にする計画に注意を促していた。これは地下の逃げ道であった。ブラウンはハーパーズ・フェリー襲撃について言及も匂わせもしていなかった。しかしデラニーの受けた印象は完全に信用できないというものだった。1858年までにブラウンはもはやカンザスの方向を向いておらず、その対象は完全にバージニアであった。チャタムの会合で得られた他の証拠はブラウンが南部に行くことを話したと暗示させるものであった。ブラウンは1840年代遅くから長い間地下の逃げ道という言葉を使っており、その後にデラニーがブラウンの言葉を合成してしまった可能性がある。兎に角、ブラウンが総司令官に選ばれ、ジョン・ヘンリー・カギを戦争長官に指名した。リチャード・レルフが国務長官に指名された。黒人の牧師エルダー・モンローは他の者が選ばれるまで大統領ということになった。A・M・チャップマンが副大統領で、デラニーは外務長官となった。この時かあるいはその少し後で、アメリカ合衆国における奴隷住民の宣言が書かれた。
代議員のほとんど全部が憲法に署名したが、ブラウンの軍隊に加わるものはほとんどいなかった。その後の襲撃計画を狂わせる「機密漏洩」が、ブラウンと多くのカナダの指導者との連絡を取れなくなる隙間を生んでしまったために、どれだけ多くのカナダにいる離脱者が実際にブラウン達に加わろうとしたか今でも明らかではない。この危機は、ブラウンの傭兵だったフォーブスがマサチューセッツ州上院議員のヘンリー・ウィルソン達に秘密を明かそうとしたことから起こった。秘密の6人は自分達の名前が公になることを恐れた。ハウとヒギンソンはブラウンの進行を遅らせないことを望み、パーカー、スターンズ、スミスおよびサンボーンは延期を主張した。スターンズとスミスが大口の出資者であったので、その発言に重みがあった。
フォーブスをやっかい払いし、その主張を無効にするためにブラウンは6月にカンザスへ戻り、そこに6ヶ月間留まった。そこでブラウンはミズーリ州への襲撃隊を率いたジェイムズ・モンゴメリーの部隊に加わった。12月20日、ブラウンは自分で襲撃隊を率い、11人の奴隷を解放し、2人の白人を捕らえ、馬や馬車を盗んだ。1859年1月20日、ブラウンは解放した11人の黒人を連れてデトロイトまでの長い旅に出て、その後船でカナダに渡った。
次の数ヶ月間、ブラウンは再びオハイオ、ニューヨーク、コネチカットおよびマサチューセッツを旅し、自分達への支援を集めた。5月9日、マサチューセッツ州コンコードで講演を行った。出席者の中にはブロンソン・オルコット、ロックウェル・ホーアー、エマーソンおよびソローがいた。ブラウンは秘密の6人とも接触した。6月、ブラウンはノース・エルバの家族を最後に訪れ、ハーパーズ・フェリーに向かった。

### 襲撃

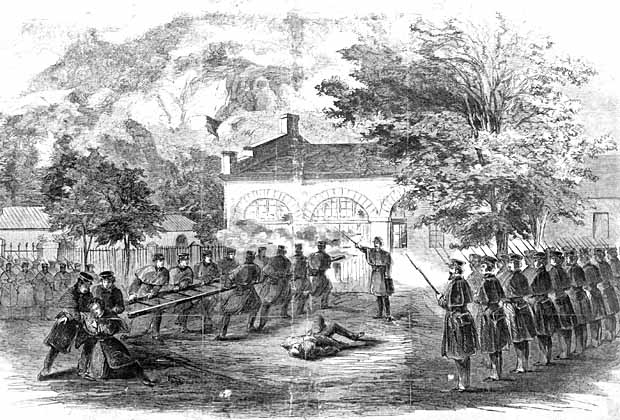
ジョン･ブラウン砦を襲うアメリカ海兵隊。ハーパーズ・ウィークリーの挿画

ブラウンは1859年7月3日にハーパーズ・フェリーに到着した。数日後アイザック・スミスの名前でメリーランド州近くの農家を借りた。その後は部隊の到着を待った。期待した人数は集まらなかった。8月遅く、ブラウンはペンシルベニア州チェンバーズバーグでダグラスと会い、ハーパーズ・フェリー襲撃の計画を明かした。ダグラスは厳しい危惧の念を表明し、作戦に加わって欲しいというブラウンの要請を断った。ダグラスは1859年の早くからブラウンの計画を実際に知っており、計画に加わろうとする黒人達を慰留することが多かった。
9月遅く、950本の槍がチャールズ・ブレアから届いた。カギの草案は1個旅団4,500名を想定していたが、ブラウンの下にはわずか21名しかいなかった（白人16名と黒人5名、黒人は自由黒人3名、解放奴隷1名および逃亡奴隷1名）。年齢は21歳から49歳だった。この中の12名はカンザスにおけるブラウンの襲撃に加わった経験があった。
10月16日、ブラウンは3名を後詰めに残し、19名でハーパーズ・フェリー武器庫の攻撃に向かった。部隊には北部の奴隷制度廃止協会から200挺の元込め式シャープ・カービン銃と槍が準備されていた。武器庫は大きな複合的な建物であり、10万挺のマスケット銃やライフル銃が貯蔵されており、ブラウンはこれを確保して地元の奴隷の武装に使おうと考えていた。その後で南方に向かってプランテーションの奴隷をできるだけ多く取り込み、戦うときは防衛のためだけにしようとしていた。フレデリック・ダグラスやブラウンの家族が証言しているように、ブラウンの戦略は基本的にバージニアの奴隷を減らし、奴隷制を一つの郡から次の郡へと壊して行き、それが南部中に拡がるというものであり、基本は奴隷制度擁護州の経済能力を破壊し尽くすことだった。自己防衛と運動の進展のためには暴力がつきものであったが、ブラウンが期待するところは流血沙汰をできるだけ避けて最小限に留め、奴隷の反乱を生じさせないことだった。勿論南部の観点からすれば、奴隷を武装させることは絶対的な脅威であった。
当初、攻撃はうまくいった。何の抵抗もなく町に入った。テレグラフのワイヤを切り、一人の守衛しかいなかった武器庫を占領した。次に近郷の農家から捕虜をかき集めた。中にはジョージ・ワシントンの従兄甥の子にあたるルイス・ワシントン大佐もいた。地元の奴隷達にはその解放が間近にあるという知らせを流した。ボルティモア&オハイオ鉄道の東行き列車が町に接近したときに事態は悪い方に進み始めた。列車の手荷物係が乗客に警告を伝えようとした。ブラウンの部下が大声でその手荷物係に止めるように叫び、続いて発砲した。手荷物係のヘイワード・シェファードは、ジョン・ブラウンの奴隷制に対する戦争で、最初の犠牲者になった。皮肉なことにシェファードは自由黒人男性であった。シェファードを撃った後で、幾つかの理由もあり、ブラウンは列車の進行を許した。襲撃の知らせはその朝遅くにワシントン市まで届いた。
そうしているうちに、土地の農夫、商店主および民兵が町の背後の高台から銃撃を始めて、武器庫の襲撃部隊を釘付けにした。土地の者の何人かがブラウンの配下の者に撃たれた。正午頃、民兵の1個中隊が橋を確保し、唯一の逃走路を塞いだ。ブラウンは捕虜と部下を武器庫の入り口にある小さな煉瓦造りの建物である消防車庫に移動させた。扉や窓を塞ぎ、煉瓦の壁に銃眼を穿った（この車庫は後にジョン・ブラウン砦と呼ばれた）。取り囲む部隊が車庫に一斉射撃を行うと、中の部隊も時には激しく反撃した。ブラウンは息子ワトソンともう一人の支持者に白旗を持たせて外に出て行かせたが、怒れる群衆は二人を撃った。間欠的な射撃が続き、ブラウンの息子オリバーが負傷した。オリバーは父親に自分を殺して痛みを終わらせてくれと請うたが、ブラウンは「おまえが死ななければならないなら、男らしく死ね」と言った。数分後にオリバーは死んだ。この交戦は一日中続いた。

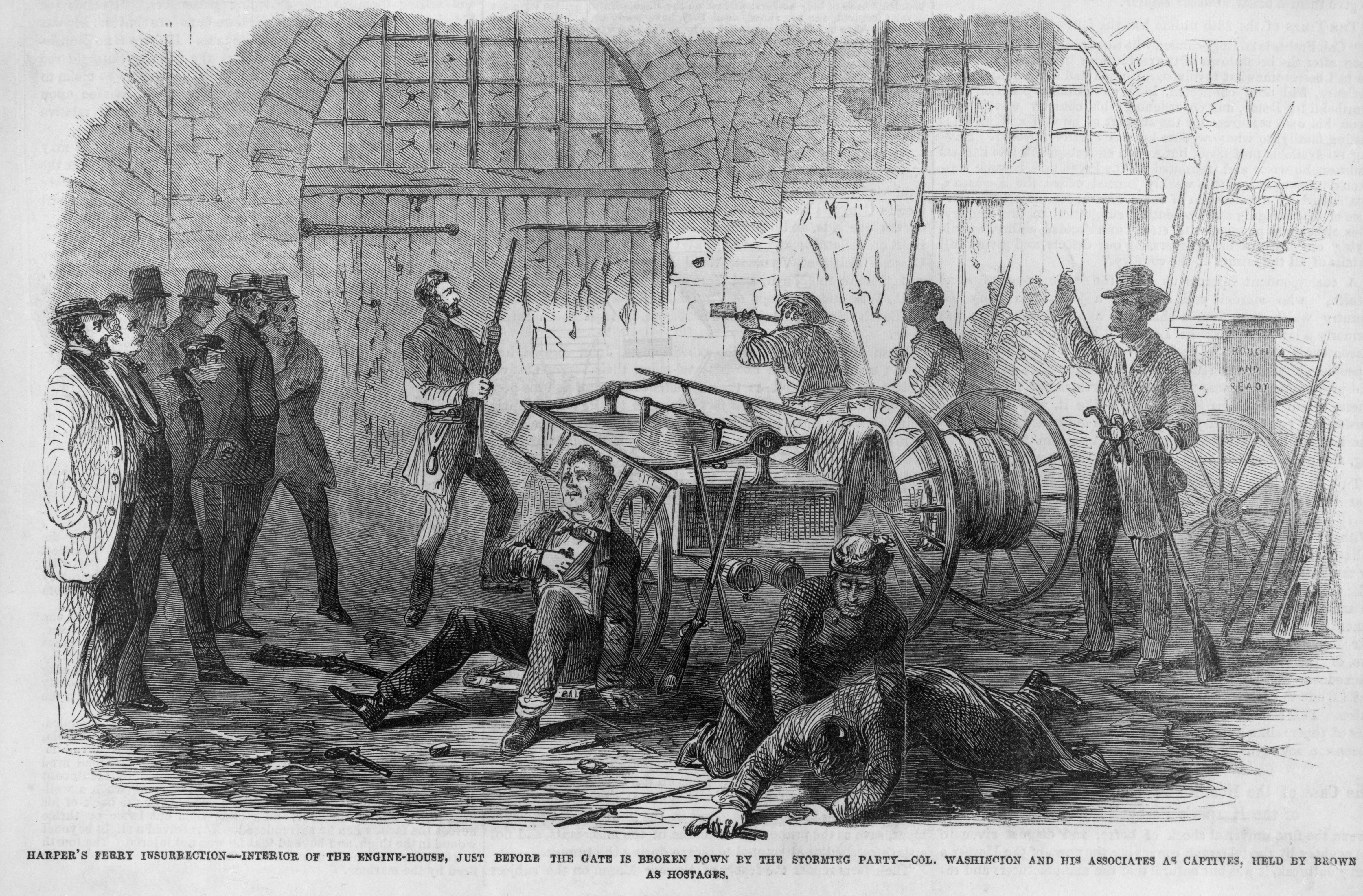
扉が壊される直前の砦内部のイラスト

10月18日の朝までに、アメリカ陸軍のロバート・E・リー中佐の指揮でアメリカ海兵隊1個中隊が機械室を取り囲んだ。若い陸軍中尉J・E・B・スチュアートが白旗を持って近付き、降伏すれば命を助けると襲撃者達に伝えた。ブラウンは、「だめだ。ここで死ぬ方がいい」と言って拒んだ。スチュアートは続いて後方に合図を送った。海兵隊は大槌とにわか作りの槌を使って車庫の扉を壊した。イズレアル・グリーン 中尉がブラウンを角に追い詰め数回殴って頭に怪我をさせた。3分間でブラウンと残っていた者が捕まえられた。ブラウン部隊は4人を殺し9人を負傷させた。ブラウンの配下は息子のワトソンとオリバーを含み10名が殺された。息子のオーウェンを含む5人が脱出し、7名がブラウンと共に捕まえられた。

### 収監と公判
ブラウン達捕虜は武器庫の事務所に拘束された。10月18日、バージニア州知事ヘンリー・A・ワイズ、州上院議員ジェイムズ・M・メイソンおよびオハイオ州の下院議員クレメント・バランディアムがハーパーズ・フェリーに到着した。メイソンはブラウンを3時間にわたって尋問した。
この攻撃は連邦政府の財産の中で起こったが、ワイズはバージニアで裁判にかけることを命じた（おそらくは、連邦政府の圧力を回避するため、あるいは可能性は小さいが大統領の恩赦を避けるためであった）。医者がブラウンを診察して公判に耐えられると宣言し、公判は10月27日に始まった。ブラウンの罪状は4人の白人と1人の黒人の殺害、奴隷に対する反乱の教唆、およびバージニア州に対する反逆罪であった。ジョージ・ホイトを含む弁護団がブラウンに付けられたが、10月31日に最終弁論を行ったのはハイラム・グリスウォルドであった。グリスウォルドは、ブラウンが忠誠心を負わないバージニア州に対する反逆罪では無罪である、ブラウンは自分では誰も殺していない、また襲撃の失敗はブラウンが奴隷を唆した訳ではないことを示していると弁護した。アンドリュー・ハンターが検察側の最終反論を行った。
11月2日、1週間の公判と45分間の評議の後で、チャールズタウン裁判所はブラウンは3つの罪状すべてに有罪と判決を下した。ブラウンは12月2日に公衆の面前で絞首刑に処せられることになった。この判決に反応したエマーソンは、「ジョン・ブラウンは絞首台を十字架のように栄光有るものにする」と述べた。フランシス・H・スミス将軍とトマス・J・ジャクソン少佐（2年足らず後に「石壁」と渾名をつけられた）の指揮でバージニア士官学校の士官候補生が、ブラウンの支持者が救出に来た時のために護衛に就くことになった。
ブラウンは監獄に入っている間に書簡の往復を許された。ブラウンは、監獄になんとか忍び込んできた、カンザス時代以来の友人シラス・ソウルのブラウンを救出しようという申し出を断った。ブラウンは殉教者として死ぬ用意ができていると言ったので、シラスはそのままにした。さらに重要なことは、ブラウンの多くの手紙が高い調子の精神性と信念を発しており、北部の新聞で取り上げられた時は、北部の支持者の数を増やす一方で南部の多くの者を激高させた。ブラウンは囚人であったかもしれないが、1859年の最後の四半期は疑いもなく国民の話題の的になった。12月1日、ブラウンの妻が最後の食事を共にした。彼女は最後の夜を共に過ごす許可は拒み、試練を前にしてブラウンが取り乱したりしないように配慮した。

### ヴィクトル・ユーゴーの反応
ヴィクトル・ユーゴーは、そのガーンジーの亡命地から、ジョン・ブラウンに対する恩赦を得ようと試みた。ユーゴーは公開の手紙を送り、大西洋の両側で新聞に載った。1859年12月2日にオートビーユ・ハウスで書かれたこの文章では、内戦（南北戦争）の可能性を警告した。

## 死とその後

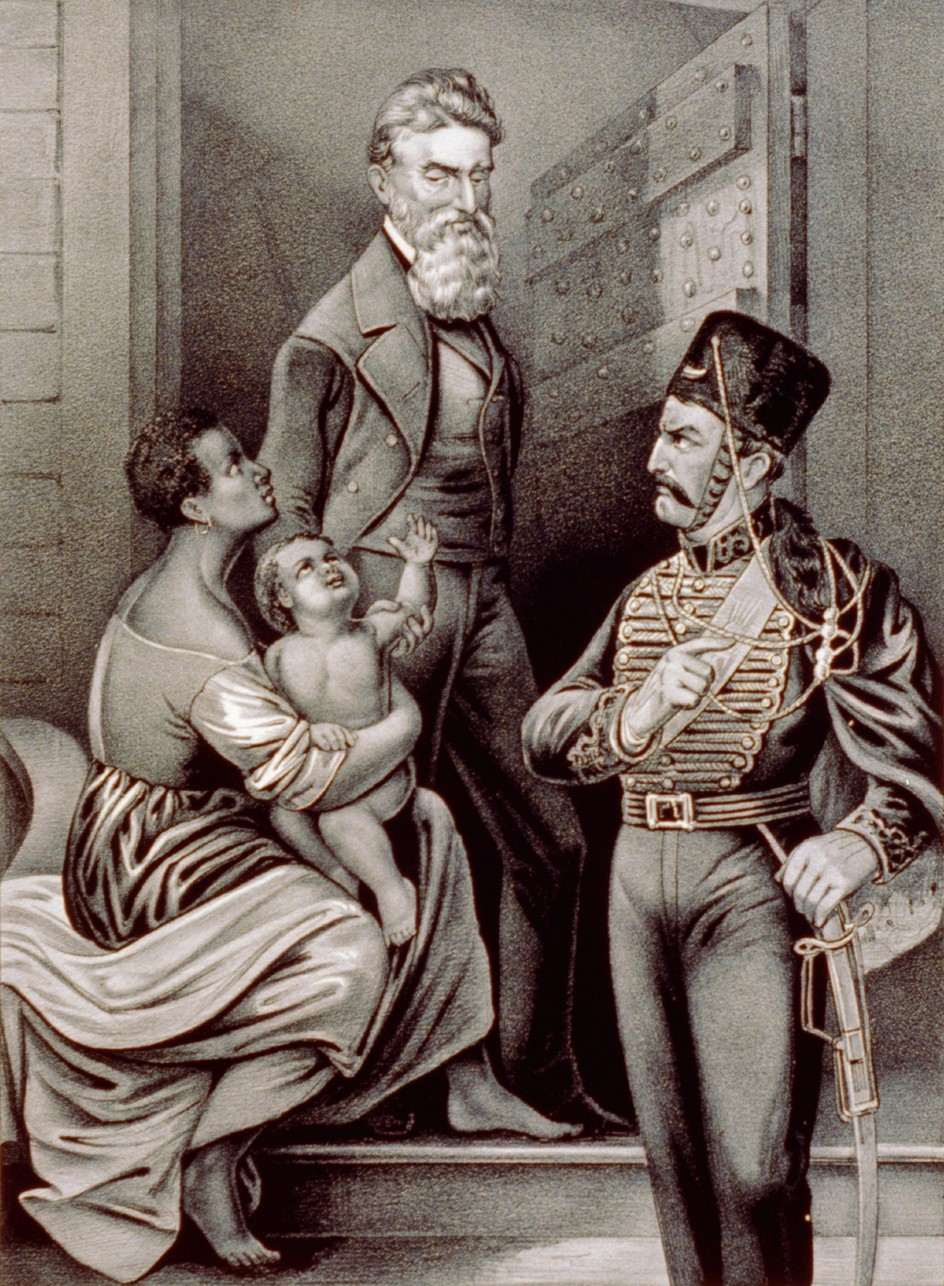
処刑に向かう途中で奴隷の女性と子供に崇敬されるジョン･ブラウン。絵画

12月2日の朝、ブラウンは聖書を読み、妻への最後の手紙を書いて遺言を伝えた。午前11時、2,000名の兵士に付き添われて出た。その兵士の中には後の南軍将軍ストーンウォール・ジャクソンやジョン・ウィルクス・ブースが居て、処刑に立ち会えるように民兵の制服を借りて着ていた。一説によると、裁判にて死刑が確定した後、ジョン・ブラウンを牢屋から救い出す計画が彼に伝えられた。しかし、ジョン・ブラウンは自身が死んだ方が自由のために有益であると言ったとされる。
ブラウンには保安官とその助手が同行したが、奴隷制度を擁護する牧師の奉仕をブラウンが執拗に拒んだために牧師が居なかった。その地域は実際に興奮状態で固まっており、ジャーナリストを含む北部の人間は追い払われ、ブラウンを訪れようとする反奴隷制度側の牧師がいたとしても、とてもその安全は保証されない状態であった。北部の牧師との文通で力を引き出されたかのように、ブラウンは監獄の中でも処刑台でも宗教的な奉仕を受けない方を選んだ。ブラウンは11時15分に処刑され、11時50分にその死が宣告された。ブラウンの遺骸は、首に絞め縄をつけたまま安物の木製棺に放り込まれた。南部人の侮蔑の心の最終形であった。
ジョン・ブラウンはその死の日に次のように書き残した。
大衆の中の神話によれば、奴隷の女性とその幼い息子が群衆の端っこから見物していた。ブラウンがその前を通り過ぎる時に、立ち止まって赤ん坊の額に接吻したと言われている。
1864年、ブラウンの妻アンと生き残っていた息子達数人がカリフォルニア州レッドブラフに移住した。その西方への旅の途上で、南部の過激派が一家のことを聞き及んで襲おうとしたが、ブラウン家の者達はうまくその手から逃れることができた。

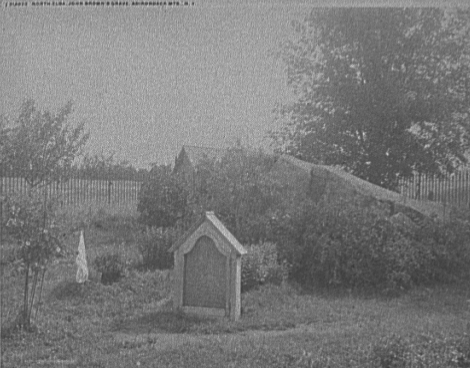
ノース・エルバのジョン・ブラウンの墓

ジョン・ブラウンの遺骸はニューヨーク州ノース・エルバにあるジョン・ブラウン農場に埋葬された。レークプラシッドの南でサラナック湖の近くである。ブラウンの側には息子達、オリバー・ブラウン と ワトソン・ブラウン も埋葬された。ジョン・ブラウン大尉の 墓石 はその孫のジョン・ブラウンの墓の上にある。

### 上院による調査
1859年12月14日、アメリカ合衆国上院は、超党派の委員会を指名してハーパーズ・フェリー襲撃事件を調査し、武器、弾薬あるいは金を貢いだ市民が居るかを特定させた。民主党は襲撃に共和党員が加担していたと仄めかそうとした。共和党はブラウンやその行動と自分達とを切り離そうとした。
上院委員会は生き残った奴隷制度廃止運動家の一人、ライアム・ドッドソンを含め、32名の証人から証言を聞いた。委員長はバージニアの奴隷制度擁護派であるジェイムズ・M・メイソンであったが、その書いた報告書が1860年6月に出版された。陰謀の直接証拠は無かったが、襲撃は共和党の原理から生じたと示唆していた。共和党の2人の委員が少数意見の報告書を出版したが、ブラウンの行動の性格を明らかにするというよりも、明らかに北部の責任を否定することに関心が置かれていた。1860年大統領選挙の共和党候補イリノイ州のエイブラハム・リンカーンは、処刑されたばかりのブラウンを妄想に憑かれた狂信者と呼ぶ党の見解を繰り返すだけだった。

### 襲撃の後日談

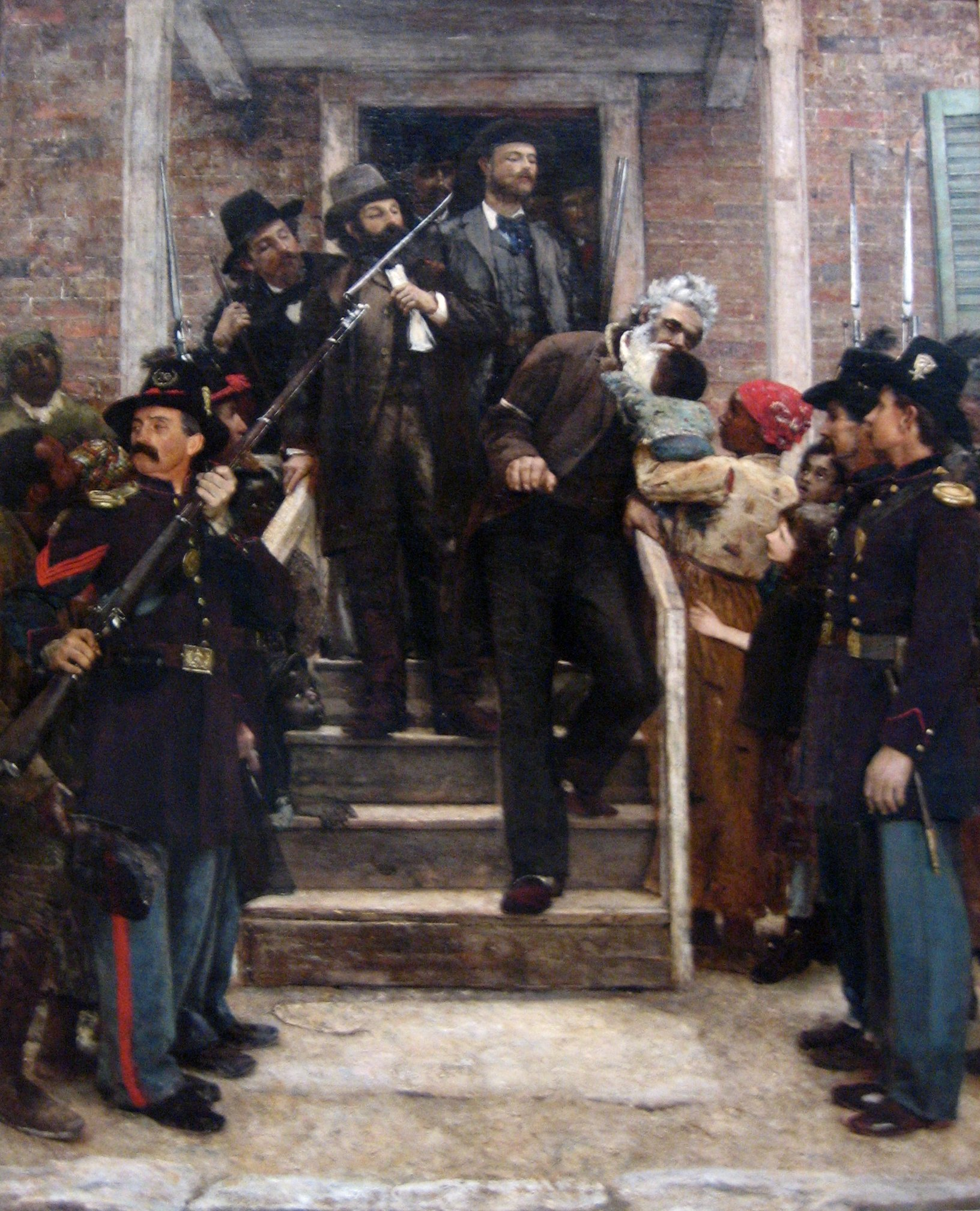
ジョン･ブラウンの最期。
(画)トーマス・ホーヴェンデン

ハーパーズ・フェリー襲撃は一般に国全体を南北戦争に向かわせた点で大きな要因となった。南部の奴隷所有者は当初何百人もの奴隷制度廃止運動家が関わったという報告を聞いて、その余波が小さかったことに安心した。しかし、彼らは他の奴隷制度廃止運動家がブラウンを真似て奴隷の反乱を指導しようとすることを恐れた。それ故に南部は老朽化した民兵制度を再構築した。これらの民兵は1861年までに基礎のしっかりした形になり、そのまま南軍として戦争に対する備えができあがった。
南部の民主党員は奴隷制度廃止論と密接な共和党の政策綱領があり、それがブラウンの襲撃を必然的にもたらしたと非難した。1860年11月の大統領選挙が近づくと、共和党のジョン・ブラウンに対する政治的また論説的対応は、できるだけジョン・ブラウンから距離を置くようにし、襲撃を非難し、ブラウンを非常識な狂信者として排斥した。ある歴史家が説明するように、ブラウンは政治の世界を二極化させた。ブラウンの襲撃は鮮やかに成功した。ためらいがちで脆かった野党-共和党連合に楔を打ち込み、間もなく民主党と合衆国との間を引き裂くことになる派閥的二極化を強めることに貢献した。
北部の数千の奴隷制度廃止運動家はブラウンを国の罪のために犠牲となった殉教者と見ていた。襲撃の後直ぐに、ウィリアム・ロイド・ガリソンは「リベレーター」紙のコラムの中で、ブラウンの襲撃は「善かれと思ってなされたが、悲しくも誤り導かれたものであり」、「粗野で無益な試み」と評価した。
ガリソンとその周囲は北部や南部の新聞でブラウンを中傷する者からブラウンの性格を防衛したが、アメリカ独立戦争の原理を支持した者はブラウンの襲撃を一貫して非難はできないと主張した（ブラウンが処刑された日のボストンでのガリソンの演説では、その点を繰り返し強調し、「いつから始めても、私は奴隷の反乱が成功することを願わずにいられない」と付け加えた）。
南北戦争の勃発後、ジョン・ブラウンの殉教者としての位置付けが確立された。北軍の兵士は「ジョン・ブラウンの亡骸」という名の歌を歌いながら戦闘に臨んでいった。1859年12月22日、ジョン・グリーンリーフ・ホィッティアは、「オサワトミーのブラウン」というブラウンを誉め称える詩を出版した。
南北戦争が終わった後で、黒人の指導者フレデリック・ダグラスは次のように書き記した。

## ブラウン死後の評価

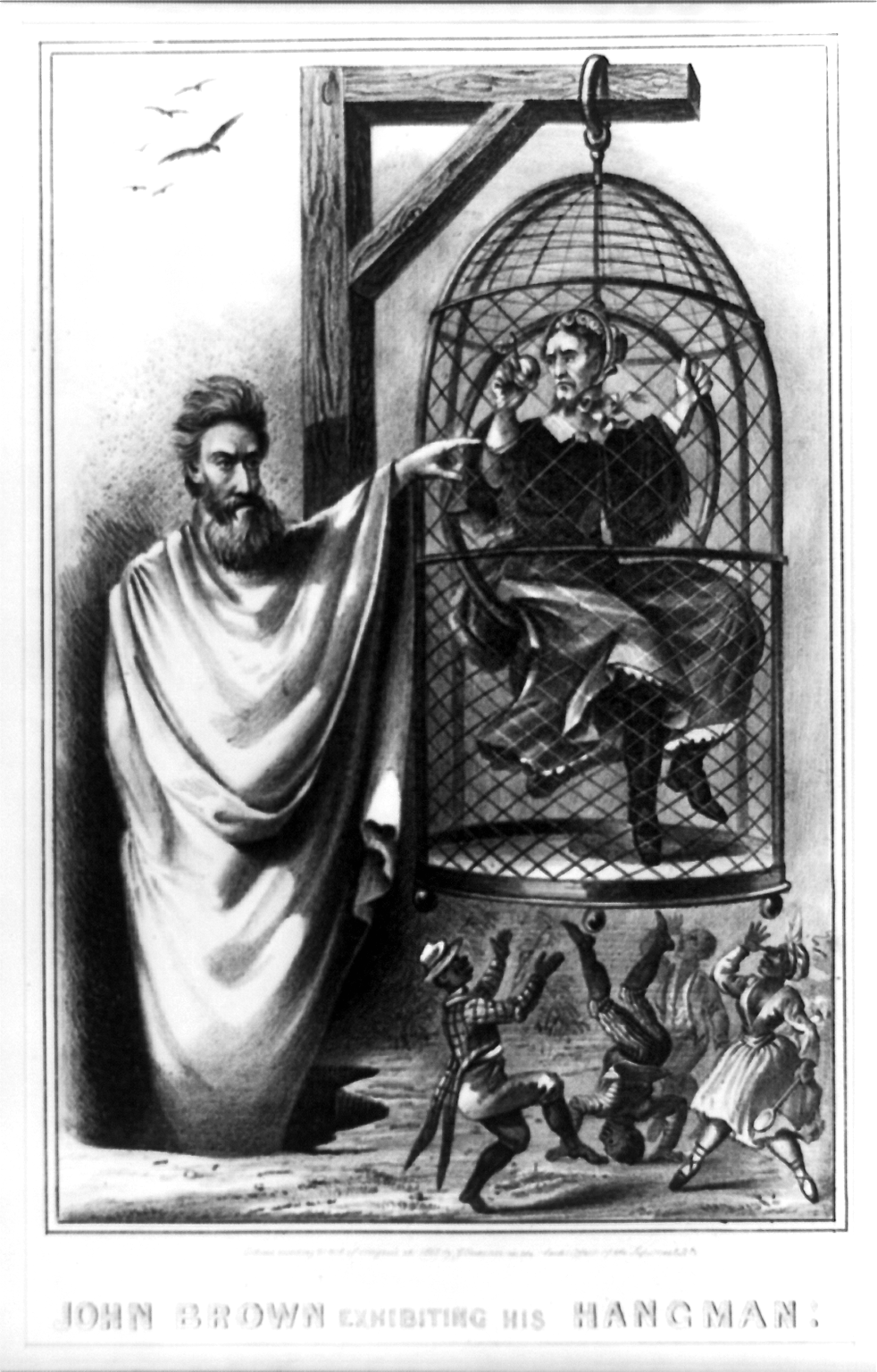
南北戦争後に描かれた、南部連合大統領ジェファーソン・デイヴィスの風刺画の一つ。 ジョン・ブラウンはデイヴィスに立ち向かうために墓から蘇って彼を非難している。デイヴィスはドレスとボンネットをかぶって酸っぱいリンゴを持ち、下では黒人の男女が陽気に浮かれている。

疑いもなく、アメリカ合衆国は元奴隷の側と距離を置き、南部の「銃剣の掟」（武断政治）にはうんざりしていたが、レコンストラクションの終焉と平行してブラウンに対する見解は小さくなっていった。1880年代、ブラウンを中傷する者は、そのうちの何人かの同時代人は熱心な奴隷制度廃止論に当惑するようになっていたが、悪意に満ちた論評を行うようになり、特に1856年のポタワトミーの殺人を強調していた。他の知識人はブラウンを恐るべき無政府主義者の先駆けと見なし、同時代の学者はしばしばその時代のテロリストと比較した。
1910年に書かれたオズワルド・ガリソン・ビラードのブラウン伝記では、ビラードがウィリアム・ガリソンの孫であるだけに、友好的と考えられるが、反ブラウンの火に油を注ぐかのようにブラウンを殺人者として批判してもいる。ビラード自身は平和主義者でブラウンを多くの点で賞賛していたが、事実についての彼の解釈は後の反ブラウン派作家の考え方を与えた。20世紀半ばまでに、多くの学者はジョン・ブラウンが狂信者で殺人者であることは認めたが、アフリカ系アメリカ人の中にはブラウンを積極的に評価し続ける者がいる。20世紀半ばであっても、南部の者にはブラウンの名前を不敬の代名詞のように使い、呪いの言葉としてその名前を使う者がいた。
最近の伝記作者の意見は変わり続けている。21世紀の初めにも幾つかのブラウンに関する作品が出版されたが、ブラウンに対する敵意からは離れた方向にきている。トレド（2002年）、ピーターソン（2002年）、デカロ（2002年、2007年）レイノルズ（2005年）およびカートン（2006年）は少なくとも積極的な評価であり、以前のブラウンは狂人という学派や、それより後のブラウンはテロリストの原形とする学派とは一線を画している。ブルース・オールズの敵対的な小説（1995年）ですら脇に置かれて、ラッセル・バンクスの肯定的小説（1998年）のブラウン像に賛同する立場となっている。勿論、黒人のW・E・B・デュボイス、ベンジャミン・クァールズおよびレロン・ベネット・ジュニアといった学者達によって長い間主張された肯定的考え方の方向に白人の歴史家達の作品も動いているという点に関連しているに過ぎないということは言うまでもない。ブラウンの伝記作者研究者の大勢的な見解は肯定的なものであるが、その批判者は少数の例外を除いて二次資料に頼っており、当初の研究よりも地域やイデオロギー的偏見にもたれ掛かっているということも注目すべきである。学術的な著書やジャーナリズムではあまり研究の行き届かない高度に解説的なブラウンに関する見解が行き渡っていることは不幸なことである。伝記作者のルイス・デカロ・ジュニアが最近著したものでは、「学界でもメディアでもブラウンに関して公平さという合意が無い」としている。 1970年代の洞察力有るブラウンの伝記作者で史料編集者であるアルバート・フリードの著書では、ブラウンを非機能的な人物とする歴史家は「その不法行為、歴史の事件に関する判断、中庸なものと「過激派」の対極に来る者との識別について私に教えてくれている」と結論づけた。現代の作家の中にはブラウンをティモシー・マクヴェーやウサーマ・ビン＝ラーディン風に描く傾向があるが、フリードが一世代前に議論した同じ偏見を反映したものである。デカロも同様に、作家が「研究しない自由」を採っているとこぼし、20世紀だけでも「悪意有るブラウンの描き方が多かったので、歴史叙述という名前の誇張や皮肉の長談義を作り上げてきたと締めくくった。このことは、多くの学者肌の伝記作者の結論とブラウンについて限られた知識しか無い作者のものと、あるいは奴隷制度廃止運動家の伝統に対することわざの「思惑」と比べてみれば観察できる。
- 伝記作者リチャード・オーウェン・ボイアーはブラウンのことを「何百万の他のアメリカ人が自由になれるように自分の命を捧げたアメリカ人」と呼んだ[26]。
- 伝記作者ステファン・B・オーツはブラウンを「発狂した夢想家として汚名を被った。しかし、実際にはその時代のもっとも洞察力のある人間の一人だった」と表現した[27]。
- 伝記作者デイビッド・S・レイノルズは、ブラウンが南北戦争を始めさせ、「奴隷制を殺した」としたうえで、ブラウンをテロリズムに結びつける者に警告している[28]。レイノルズはブラウンを1世紀後の公民権運動にヒントを与えた者と見なし、「現代のテロリストとブラウンを同一視するのは誤りである」としている[29]。
- 歴史家でブラウンの研究家ポール・フィンケルマンはブラウンを「大変暴力的な世界の単なる一部」と呼び、ブラウンは戦術家としてはまずく、戦略家でもない、計画が悪く、良い指導者ではなかったが、狂人ではなかった」と述べている[26]。
- 伝記作者ルイス・デカロ・ジュニアはブラウンの初期の暮らしや経歴について、多くの歴史認識の誤りを正したが、ブラウンは「奴隷制を罪と同一視する奴隷制度廃止運動家だけではなく、その奴隷制に対する闘争は多くの廃止論者がそうであったよりもはるかに個人や宗教的なものであり、ブラウンの黒人に対する観点や感情が奴隷制の敵に対するものよりも遙かに個人的で宗教的なものであった」と結論づけた[30]。
- 歴史家でブラウン関連文書学者のルイス・ラチェイムズは「ブラウンの行動は偉大な理想主義のものであり、人類の偉大な解放者の仲間にブラウンを位置付ける」と書いた[31]。
- 伝記作者オットー・スコットはブラウンに関する作品を次のように書いて紹介している。

- 犯罪研究家ジェイムズ・N・ギルバートは「ブラウンの行動は当時の定義でテロリズムであり、その心理的傾向はテロリストのモデルになる」と書いた[33]。
- 小説家ブルース・オールズはブラウンを「狂信的で、...偏執的で、...熱狂者で、そして...心理的に不安定」と言った。
- ジャーナリストのケン・チャウダーはブラウンが「頑固で...わがままで、独善的、時にはうそつきである。さらに...ある時には偉大な男である」と述べ、またブラウンは狂人ではないとしたが、「アメリカのテロリズムの父」と表現した[26]。

## 映画の中の肖像
ブラウンの肖像を映画化したものとして2つのものが有名だが、どちらも俳優のレイモンド・マッセイによって演じられた。1940年の映画『カンサス騎兵隊』は、エロール・フリンとオリヴィア・デ・ハヴィランド及びロナルド・レーガンという配役で、ブラウンは徹底した極悪の狂人として冷たく描かれている。マッセイは常に無謀な凝視方でブラウンの役を演じて印象を残した。この映画は無意識にアフリカ系アメリカ人の奴隷制に反対していないという印象を与え、さらには役柄の黒人“マミー”に激しい戦闘の後で、「ブラウンさんは私たちに自由を約束したけど...これが自由なら、これっぽっちも欲しくない」と言わせさえした。
マッセイはもう一度、あまり知られていない低予算の映画『七匹の無法者』でもブラウンを演じた。この映画ではブラウンが疑いなく主役であるだけでなく、もっと自制心があるように演じられ同情的なものであった。
レイモンド・マッセイはブロードウェイでもブラウンの役を演じた。1953年にステファン・ビンセント・ベネットの叙事詩『ジョン・ブラウンの体』を劇的に朗読して喝采を浴びたものだが、マッセイが読んだ3つの役柄の一つがブラウンだった。タイロン・パワーとジュディス・アンダーソンもこの企画に参加した。ベネットはその叙事詩第1巻で、ブラウンのことを「実際の壁を粉々に打ち砕き現実の姿を変えていく」石と呼んだ。

### 二次資料
- Ken Chowder, "The Father of American Terrorism." American Heritage (2000) 51(1): pp 81+; online version
- DeCaro, Louis A. Jr. "Fire from the Midst of You": A Religious Life of John Brown (2002)
- W・E・B・デュボイス John Brown (ISBN 0-679-78353-9) (1909).
- Finkelman, Paul ed. His Soul Goes Marching On: Responses to John Brown and the Harpers Ferry Raid (1995)
- Goodrich, Thomas War to the Knife: Bleeding Kansas, 1854-1861 (1998).
- Malin, James. John Brown & the Legend of Fifty-Six (1942), the most influential scholarly attack on Brown  (ISBN 0838310214)
- Nevins, Allan. Ordeal of the Union. 2 vols. (1947), in depth scholarly history.
- Nichols, Roy F. “The Kansas-Nebraska Act: A Century of Historiography.” Mississippi Valley Historical Review 43 (September 1956): 187-212. Online at JSTOR (also paper) at most academic libraries.
- Nudelman, Franny, John Brown's Body: Slavery, Violence, and the Culture of War (2004).
- Oates, Stephen B. To Purge This Land With Blood: A Biography of John Brown (1970).
- Oates, Stephen B. Our Fiery Trial: Abraham Lincoln, John Brown, and the Civil War Era (1979)
- Peterson, Merrill D. (2002): John Brown: The Legend Revisited (ISBN 0-8139-2132-5), how history has treated Brown
- Potter, David M. The Impending Crisis, 1848-1861 (1976), prize winning scholarly history of the era
- Renehan, Edward J. The Secret Six: The True Tale of the Men Who Conspired with John Brown. 1995.
- Reynolds, David S. (2005): John Brown, Abolitionist: The Man Who Killed Slavery, Sparked the Civil War, and Seeded Civil Rights (2005) a favorable biography; says (p. 8): "My stand on some key issues is: (a) Brown was not insane; instead, he was a deeply religious, flawed, yet ultimately noble reformer; (b) the Pottawatomie affair was indeed a crime, but it was a war crime committed against proslavery settlers by a man who saw slavery as an unprovoked war of one race against another; and (c) neither Brown's provisional constitution nor the Harpers Ferry raid were wild-eyed, erratic schemes doomed to failure; instead, they reflect Brown's overconfidence in whites' ability to rise above racism and in blacks' willingness to rise up in armed insurrection against their masters."
- Rodriguez, Junius P., ed. Encyclopedia of Slave Resistance and Rebellion. Westport, CT: Greenwood, 2006.
- Otto Scott, The Secret Six: John Brown and The Abolitionist Movement (1979).
- SenGupta, Gunja. “Bleeding Kansas: A Review Essay.” Kansas History 24 (Winter 2001/2002): 318-341.
- Villard, Oswald Garrison, John Brown 1800-1859: A Biography Fifty Years After (1910). full text online

### 一次資料
- Louis Ruchames, ed. A John Brown Reader: The Story of John Brown in His Own Words, in the Words of Those who Knew Him (1959)* Franklin Sanborn (ed.) (1891): The Life and Letters of John Brown
- DeCaro, Louis A. Jr. John Brown--The Cost of Freedom: Selections from His Life & Letters (New York: International Publishers, 2007)
- ヘンリー・デイヴィッド・ソロー (1859): A Plea for Captain John Brown
- アンドリュー・ジョンソン (1859): What John Brown Did in Kansas (December 12, 1859): a speech to the United States House of Representatives, December 12, 1859. Originally published in The Congressional Globe, The Official Proceedings of Congress, Published by John C. Rives, Washington, D. C. Thirty-Sixth Congress, 1st Session, New Series...No. 7, Tuesday, December 13, 1859, pages 105-106. Retrieved May 16, 2005.

### 歴史小説
- Olds, Bruce. Raising Holy Hell (1995).
- Banks, Russell. Cloudsplitter (1998).
- Ehrlich, Leonard. God's Angry Man (1932).
- Bisson,Terry  Fire on the Mountain (1988)
- George Macdonald Fraser "Flashman and the Angel of the Lord"
- Rinaldi, Ann.  Mine Eyes Have Seen. (1997)
- Cliff, Michelle. Free Enterprise. (1993)
- Brooks, Geraldine. March: A Love Story in a Time of War (2006)
- Flint, Eric. "1824: The Arkansas War" (2006)
- Santa Fe Trai (映画). (1940)